# Trachylepis rodenburgi
Trachylepis rodenburgi este o specie de șopârle din genul Trachylepis, familia Scincidae, descrisă de Hoogmoed 1974. Conform Catalogue of Life specia Trachylepis rodenburgi nu are subspecii cunoscute.